# Acronicta johanna
Acronicta johanna là một loài bướm đêm trong họ Noctuidae.